# Hans Max Heitz
Hans Max Heitz (geb. 15. April 1878 in Münchwilen; gest. 19. April 1957 in Münsterlingen) war ein Schweizer Jurist, (FDP) Politiker und Oberst der Infanterie.

## Leben und Werk

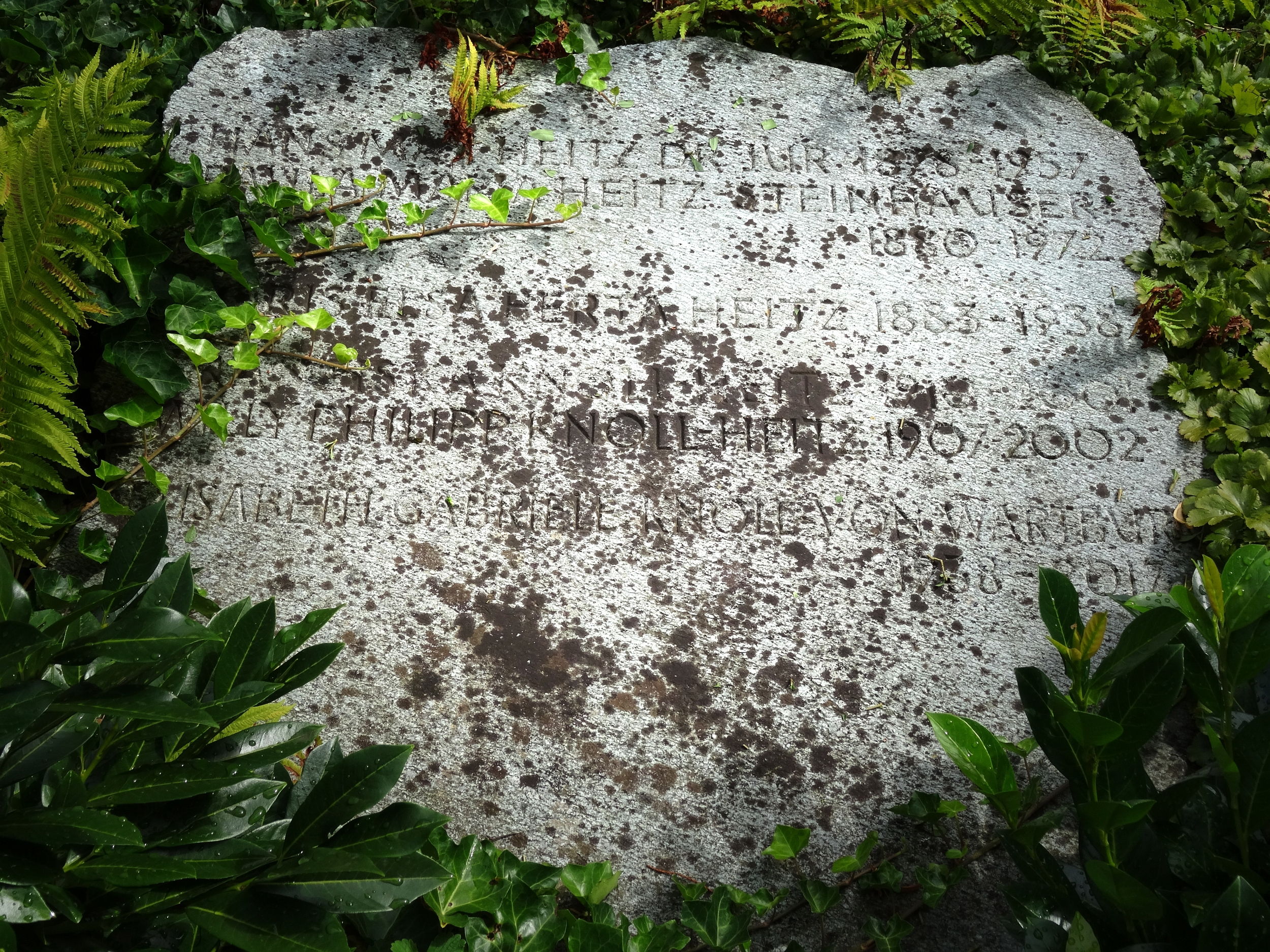
Grab, Friedhof Feldli in St. Gallen.

Hans Max Heitz war ein Sohn des Unternehmers und FDP-Politikers Johann Phillipp Heitz (1850–1909) und der Bertha Rosa, geborene Knüsli. Mit seinen drei Geschwistern wuchs er in Münchwilen nahe der Murg auf.
Hans Max Heitz besuchte in Thurgau die Kantonsschule und war dort als begeisterter Turner führender Kadettenoffizier. In der Schulzeit lernte er seine zukünftige Ehefrau Paula Maria (1883–1938), geborene Steinhäuser, kennen, deren Eltern aus Wien stammten.
Heitz studierte nach der Matura ab 1898 Rechtswissenschaften in Zürich, Heidelberg, Berlin, Bern und Leipzig und doktorierte 1903 in Leipzig. Er war Mitglied und Präsident der Akademischen Turnerschaft Rhenania Bern und nahm als Nationalturner an einem eidgenössischen Turnfest teil.
Von 1905 bis 1957 war er als Anwalt in Kreuzlingen tätig. 1939 war er Mitbegründer der Bezirkssektion Kreuzlingen des Schweizerischen Vaterländischen Verbands. Als Oberst der Infanterie und Kommissär bereitete er von 1939 bis 1940 die Evakuation der Kreuzlinger Zivilbevölkerung vor.
Heitz heiratete 1906 Paula Steinhäuser. Zusammen hatten sie drei Kinder. Nachdem seine Ehefrau gestorben war, heiratete er Marcella Anita, geborene Itten. Hans Max Heitz fand seine letzte Ruhestätte auf dem Friedhof Feldli in St. Gallen.

## Ämter (Auswahl)
- 1907–1957 Vize-Staatsanwalt
- 1908–1919 Gerichtsschreiber von Weinfelden
- 1922–1943 Gemeinderat in Kreuzlingen